# Bpost
Bpost, также известная как Belgian Post Group — бельгийская компания, ответственная за доставку национальной и международной почты. Belgian Post Group является одним из крупнейших гражданских работодателей в Бельгии. Компания предоставляет широкий спектр почтовых, курьерских, прямых маркетинговых, банковских, страховых и электронных услуг на высококонкурентном европейском рынке. Штаб-квартира находится в Брюсселе в Muntcenter (Bisschopsstraat).
До 2010 года компания была известна как De Post на нидерландском и La Poste на французском, что в обоих случаях означает «Почта» в переводе на русский.

## Владение

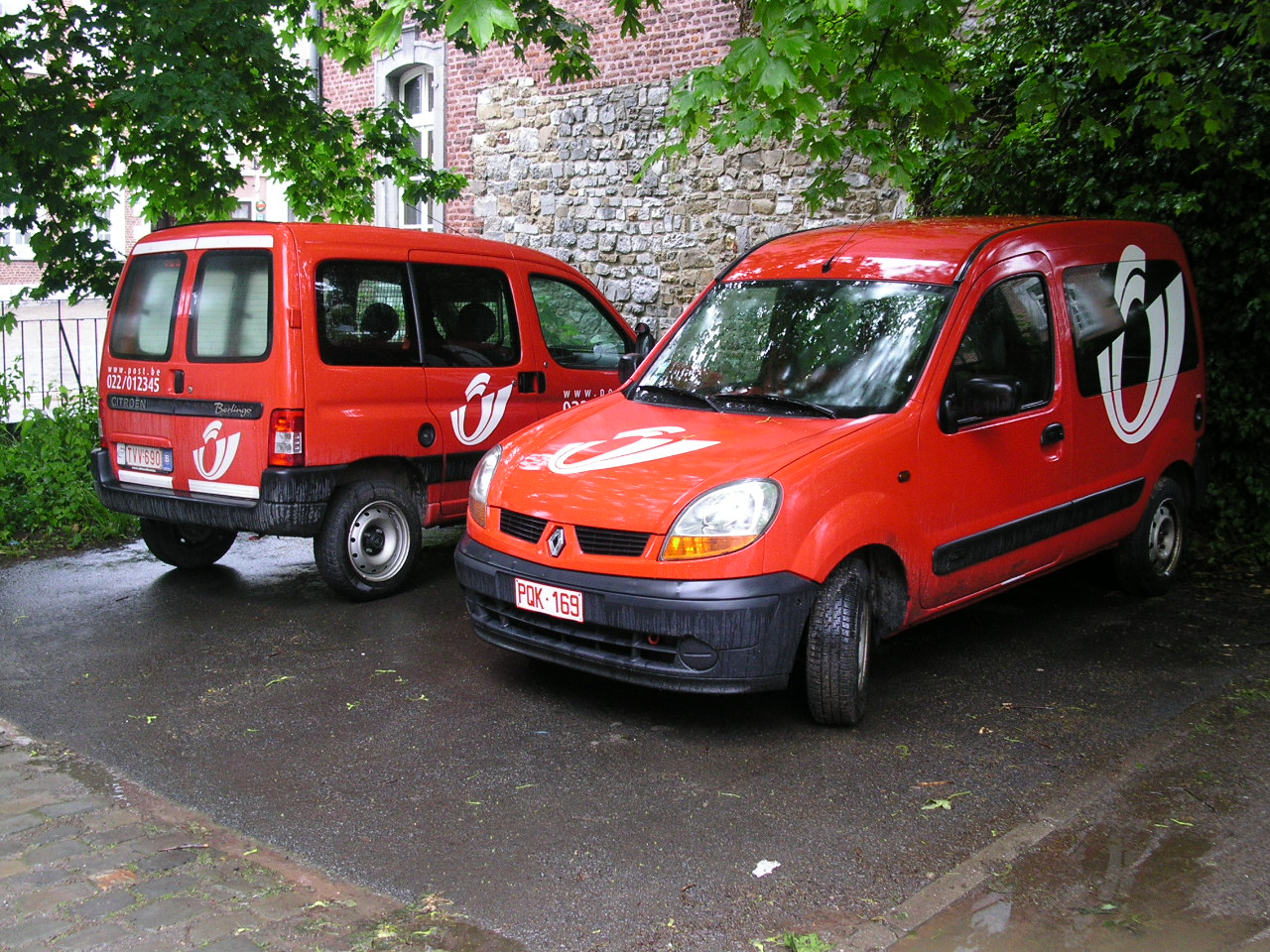
Автомобили предназначенные для доставки бельгийской почты

Королевским указом от 17 марта 2000 года «Почта» утратила статус автономного государственного предприятия, приняв статус публичной компании с ограниченной ответственностью. Все ее миссии в сфере государственной службы описаны так, что конечную ответственность за ее деятельность несет бельгийское государство.
В январе 2006 года PostNord Danmark и CVC Capital Partners подписали соглашение с правительством Бельгии о приобретении 50 % минус одна акция Бельгийской почты за 300 миллионов евро. PostNord Danmark был выбран бельгийским правительством в качестве партнера, поскольку он должен был помочь Bpost в ее модернизации. Правительство Бельгии, Bpost, PostNord Danmark и CVC разработали совместный план развития Почты Бельгии на ближайшие годы. Цель состоит в том, чтобы Bpost входила в число ведущих и наиболее эффективных почтовых служб в Европе.

## Certipost
Certipost — бельгийская компания электронных коммуникаций со штаб-квартирой в Алсте. Компания является дочерней компанией Bpost, которая также имеет представительство в Нидерландах. Компания занимается решением проблем связанных с обменом электронных документов и архивированием, включая цифровые сертификаты и электронные удостоверения личности. Certipost был основан в 2002 году.